# 전라남도완도교육지원청
전라남도완도교육지원청(全羅南道莞島敎育支援廳, Wando Office of Education)은 전라남도 완도군을 관할하는 전라남도교육청 산하의 교육지원청이다.
교육장은 장학관으로 보한다.

## 산하 기관

### 유치원
| - 완도유치원 |

### 초등학교
| - 고금초등학교 - 군외초등학교 - 금당초등학교 - 금일동초등학교 - 금일초등학교 - 넙도초등학교 - 서리분교 | - 노화북초등학교 - 노화중앙초등학교 - 노화초등학교 - 보길동초등학교 - 보길초등학교 - 생영초등학교 | - 소안초등학교 - 신지동초등학교 - 신지초등학교 - 약산초등학교 - 완도중앙초등학교 - 완도초등학교 | - 청산초등학교 - 모도분교 - 청해초등학교 - 화흥초등학교 |

### 중학교
| - 고금중학교 - 군외중학교 - 금당중학교 - 금일중학교 - 생일분교 | - 넙도초등학교·노화중학교 넙도분교 - 노화중학교 - 소안중학교 | - 약산중학교 - 완도보길중학교 - 완도신지중학교 | - 완도여자중학교(공립 여학교) - 완도중학교(공립 남학교) - 청산중학교 |

### 고등학교 (남녀공학 전환)
| - 완도수산고등학교 - 완도고등학교 - 고금고등학교 | - 완도금일고등학교 - 노화고등학교 - 약산고등학교 |